# 比利亚瓦
比利亚瓦（西班牙語：Villava）是西班牙纳瓦拉的一个市镇。总面积1平方公里，总人口9575人（2001年），人口密度9575人/平方公里。